# Zeppelinerhallen
Zeppelinerhallen är en byggnad i Köpenhamn på Islands Brygge. Den rymmer idag SKI – Statens og Kommunernes Indkøbs Service A/S, en verksamhet ägd till 55 % av danska Finansministeriet och 45 % av Kommunernes Landsforening och viss annan privat verksamhet. 
Byggnaden låg ursprungligen i Tyskland, men monterades ner och flyttades. I Tyskland hade den varit en hall för zeppelinare. I Danmark blev den maskinlager för Dansk Sojakagefabrik (Sojakagen) som sedermera lades ner på grund av protester av de närboende.